# Жимболія
Жимболія (рум. Jimbolia) — місто у повіті Тіміш в Румунії.
Місто розташоване на відстані 448 км на захід від Бухареста, 39 км на захід від Тімішоари.

## Населення
За даними перепису населення 2002 року у місті проживали 11 136 осіб.
Національний склад населення міста:
| Національність            | Кількість осіб | Відсоток |
| ------------------------- | -------------- | -------- |
| румуни                    | 8068           | 72,4%    |
| угорці                    | 1643           | 14,8%    |
| цигани                    | 771            | 6,9%     |
| німці                     | 515            | 4,6%     |
| серби                     | 53             | 0,5%     |
| словаки                   | 17             | 0,2%     |
| євреї                     | 17             | 0,2%     |
| українці                  | 15             | 0,1%     |
| болгари                   | 14             | 0,1%     |
| хорвати                   | 4              | < 0,1%   |
| чехи                      | 3              | < 0,1%   |
| росіяни-липовани          | 2              | < 0,1%   |
| татари                    | 2              | < 0,1%   |
| поляки                    | 1              | < 0,1%   |
| не вказали національність | 5              | < 0,1%   |

Рідною мовою назвали:
| Мова                  | Кількість осіб | Відсоток |
| --------------------- | -------------- | -------- |
| румунська             | 8222           | 73,8%    |
| угорська              | 1595           | 14,3%    |
| циганська             | 751            | 6,7%     |
| німецька              | 473            | 4,2%     |
| сербська              | 37             | 0,3%     |
| словацька             | 15             | 0,1%     |
| українська            | 12             | 0,1%     |
| болгарська            | 12             | 0,1%     |
| хорватська            | 5              | < 0,1%   |
| татарська             | 2              | < 0,1%   |
| китайська             | 2              | < 0,1%   |
| російська             | 1              | < 0,1%   |
| турецька              | 1              | < 0,1%   |
| грецька               | 1              | < 0,1%   |
| чеська                | 1              | < 0,1%   |
| польська              | 1              | < 0,1%   |
| не вказали рідну мову | 3              | < 0,1%   |

Склад населення міста за віросповіданням:
| Релігія                                       | Кількість осіб | Відсоток |
| --------------------------------------------- | -------------- | -------- |
| православні                                   | 7182           | 64,5%    |
| римо-католики                                 | 3027           | 27,2%    |
| п'ятдесятники                                 | 443            | 4,0%     |
| реформати                                     | 186            | 1,7%     |
| греко-католики                                | 78             | 0,7%     |
| баптисти                                      | 61             | 0,5%     |
| адвентисти                                    | 52             | 0,5%     |
| не релігійні                                  | 10             | 0,1%     |
| атеїсти                                       | 9              | 0,1%     |
| лютерани (Синодально-пресвітеріанська церква) | 7              | 0,1%     |
| унітарії                                      | 5              | < 0,1%   |
| мусульмани                                    | 2              | < 0,1%   |
| бретрени                                      | 1              | < 0,1%   |
| лютерани                                      | 1              | < 0,1%   |
| не вказали релігію                            | 20             | 0,2%     |

## Зовнішні посилання
- Дані про місто Жимболія на сайті Ghidul Primăriilor [Архівовано 14 січня 2010 у Wayback Machine.]